# CD38
La protéine CD38  est une protéine de type cluster de différenciation, exprimé à la surface des cellules immunitaires. Elle est encodée par le gène CD38 situé sur le chromosome 4 humain.

## Rôles
Sous forme de monomère ou de dimère, elle interagit avec la protéine CD19.

## En médecine
Elle est exprimée à la surface de certaines cellules leucémiques de type myéloïde et sa stimulation participe à la prolifération de ces dernières.

## Cible thérapeutique
Le daratumumab et le felzartamab sont des anticorps monoclonaux dirigé contre le CD38.